# Бусо IV фон дер Шуленбург
Бусо IV фон дер Шуленбург (на немски: Busso IV Graf von der Schulenburg; * пр. 1506; † сл. 1536) е граф от „Бялата линия“ на благородническия род фон дер Шуленбург.

## Произход
Той е вторият син на рицар Бусо II фон дер Шуленбург († сл. 1502/сл. 1508) и съпругата му Катарина фон Айхщет?. Внук е рицар Бусо I фон дер Шуленбург († 1475/1477) и втората му съпруга Армгард Елизабет фон Алвенслебен. Правнук е на рицар Фриц I фон дер Шуленбург († сл. 1415). Роднина е на Кристоф фон дер Шуленбург (1513 – 1580), последният католически епископ на Ратцебург (1550 – 1554).
Брат е на Матиас II фон дер Шуленбург (* пр. 1536), Ханс VIII († 1558/1568), Кристоф II († ок. 1528/1537), Албрехт († 1492), Армгард († 1551) и на Катарина († сл. 1577).

## Фамилия
Бусо IV фон дер Шуленбург се жени за Анна фон дер Марвиц. Те имат пет деца:
- Армгард фон дер Шуленбург, омъжена за Вилхелм фон Волтерн
- Бусо V фон дер Шуленбург († пр. 1558), женен за Катарина фон Квицов († 1566/1569 в Хале/Заале), дъщеря на Кристоф фон Квицов († 1543) л Аделхайд фон Финеке († 1543/1552)
- Георг X фон дер Шуленбург († 1547)
- Катарина фон дер Шуленбург, омъжена за Антон фон Холе
- Агнес фон дер Шуленбург († 1547)